# Richard Gordon (politicus)
Richard "Dick" Gordon (Castillejos, 5 augustus 1945) is een Filipijns politicus. Hij was van 1988 tot 1993 burgemeester van Olongapo City. Van 2001 tot 2004 was Gordon minister van toerisme in het kabinet van Gloria Macapagal-Arroyo. In 2004 werd Gordon gekozen als lid van de Filipijnse Senaat. Na zijn termijn in de Senaat deed hij bij de verkiezingen van 2010 zonder succes mee aan de presidentsverkiezingen. 

## Biografie
Richard Gordon werd geboren op 5 augustus 1945 in Castillejos, in de Filipijnse provincie Zambales. Zijn ouders James Leonard Gordon en Amelia Juico waren beiden burgemeester van Olongapo. Gordon volgde lager onderwijs aan de Lourdes Catholic School en het Colegio de San Juan de Letran en voltooide in 1962 de middelbare school aan de Ateneo de Manila University. Vier jaar later behaalde Gordon een Bachelor of Arts geschiedenis en overheid aan dezelfde onderwijsinstelling. 
Na zijn afstuderen was Gordon van 1966 tot 1967 brand manager bij Procter and Gamble Philippines. In het jaar 1967 werd ook zijn vader en toenmalig burgemeester van Olongapo middels een aanslag in het stadhuis gedood. Twee jaar later hielp hij zijn moeder Amelia Gordon bij haar succesvolle campagne voor de burgemeestersverkiezingen van de stad. In 1971 werd Gordon gekozen tot lid van de Constitutionele Conventie die werkte aan de nieuwe Filipijnse Grondwet van 1972. Hij was daarmee het jongste lid van de conventie. Rond deze tijd begon Gordon ook aan een studie rechten. In 1975 voltooide hij deze bachelor-opleiding aan de University of the Philippines en werd hij partner van ACCRA Law Offices. Tevens was Gordon van 1974 tot 1975 directeur van Kong Commercial Philippines, Inc.
Gordon is getrouwd met Katherine H. Gordon, die ook voormalig burgemeester van Olangapo City is.
Termijn 2001 - 2007: Angara · Arroyo · Drilon · L. Estrada · Flavier · Lacson · Magsaysay · Osmeña III · Pangilinan · Recto · Villar

Termijn 2004 - 2010: Biazon · Lapid · J. Estrada · Enrile · P. Cayetano · Santiago · Gordon · Lim · Madrigal · Pimentel · Revilla · Roxas
Termijn 2004 - 2010: Biazon · Lapid · Estrada · Enrile · P. Cayetano · Santiago · Gordon · Madrigal · Pimentel · Revilla · Roxas

Termijn 2007 - 2013: Angara · Aquino · Arroyo · A. P. Cayetano · Escudero · Honasan · Lacson · Legarda · Pangilinan · Trillanes · Villar · Zubiri